# Delphinium wendelboi
Delphinium wendelboi är en ranunkelväxtart som beskrevs av M. Iranshahr. Delphinium wendelboi ingår i släktet storriddarsporrar, och familjen ranunkelväxter. Inga underarter finns listade i Catalogue of Life.